# XXIV dinastia egípcia
A XXIV dinastia egípcia contém um pequeno grupo de faraós que viveram por pouco tempo e governaram tendo como capita a cidade de Saís, na região ocidental do Delta.

## Lista de faraós
Ordem: Nome de batismo, (nome do cartucho, nome escolhido pelo faraó para reinar) – data aproximada do reinado (ainda há muita divergência)
- Tefnacte, (Shepsesre?[1]) – 724 - 712 a.C.[3]
- Bócoris, (Wahkare[1]) – 717 - 712 a.C.[4]